# Fenffe
Fenffe is een plaats in de Belgische gemeente Houyet. Tot aan de fusie van Belgische gemeenten in 1977 behoorde Fenffe tot de gemeente Ciergnon. Fenffe ligt in de provincie Namen.
In de feodale tijd vormde Fenffe, samen met het nabijgelegen Hérock, een zelfstandige heerlijkheid. Het gehucht is bekend door het Kasteel van Fenffe en bijbehorend landgoed, dat sinds 1891 onderdeel uitmaakt van het Koninklijk domein van de Ardennen. Nabij het kasteel liggen een aantal vijvers.